# エリック・ナム
エリック・ナム（英語: Eric Nam、1988年11月17日 - ）は韓国系アメリカ人の歌手でテレビ司会者である。韓国語の名前はナム・ユンド（朝鮮語: 남윤도）。

## 履歴
ロベトスクールとボストンカレッジを卒業した。2011年MBC『スターオーディション偉大な誕生』シーズン2に参加しながら有名になった。海外セレブを対象とするインタビュアーとしても知られている。

## 音楽活動

### ミニアルバム
- Cloud 9(2013)
- INTERVIEW(2016)
- Honestly(2018)

### シングル
- 2014年4月8日「우우 (Ooh Ooh)」
- 2014年12月10日「녹여줘」
- 2015年3月5日「괜찮아 괜찮아」
- 2015年5月29日「DREAM」
- 2016年6月4日 「봄인가 봐 (Spring Love)」 (with Redvelvet ウェンディ)
- 2016年7月15日「못참겠어」
- 2017年12月3日「BODY」
- 2017年3月9日「유후 (You, Who?) 」(with ソミ)
- 2017年12月27日「놓지마 (Hold Me)」
- 2018年8月7日「Float」
- 2018年11月8日「Miss You」